# 롼자오샹
롼자오샹(중국어: 阮兆祥, 병음: Ruǎn Zhàoxiáng, 한자음: 완(원) 조상, 영문명은 Louis Yuen, 1967년 5월 23일 ~ )은 중화인민공화국 홍콩 특별행정구의 남성 가수, 작사가, 뮤지컬 배우, 영화배우, 텔레비전 연기자, 방송인이다.

## 생애

### 가수와연기자활동
영국령 홍콩에서 출생하여 지난날 한때 포르투갈령 마카오에서 잠시 유아기를 보낸 적이 있는 그는 15세 때였던 1982년 마카오의 가요제에서 입상하여 가수로 첫 데뷔를 하였고 2년 후 1984년에는 홍콩의 가요제에서도 입상하였으며 1988년 가수로서의 데뷔 음반을 발표하였고 1990년 뮤지컬 배우 데뷔하였으며 1992년 텔레비전 드라마에서 연기자 데뷔하였고 이듬해 1993년 영화 《동방삼협(東方三俠)》의 단역으로 영화배우 데뷔하였다.